# Championnats d'Europe de cross-country 2015
Navigation
Samokov 2014 Chia 2016
Les 22e Championnats d'Europe de cross-country (en anglais: 22th SPAR European Cross Country Championships) se déroulent le 13 décembre 2015 à Hyères, en France.
Initialement attribués à Paray-le-Monial, la ville de Saône-et-Loire a dû renoncer faute d'avoir pu boucler le budget nécessaire. La ville de Hyères dans le Var a repris l'organisation.

## Compétition
Les Championnats d'Europe de cross-country comprennent six épreuves au total. Les distances varient en fonction de la catégorie (Seniors, Espoirs, Juniors) et du sexe (Hommes, Femmes).
| Catégorie | Hommes   | Femmes  |
| --------- | -------- | ------- |
| Seniors   | 10 117 m | 8 087 m |
| Espoirs   | 8 087 m  | 5 947 m |
| Juniors   | 5 947 m  | 4 157 m |

## Résultats

### Seniors

#### Hommes
| Rang | Athlète           | Pays    | Temps       |
| ---- | ----------------- | ------- | ----------- |
|      | Ali Kaya          | Turquie | 29 min 20 s |
|      | Alemayehu Bezabeh | Espagne | 29 min 31 s |
|      | Adel Mechaal      | Espagne | 29 min 51 s |
| 4    | Ayad Lamdassem    | Espagne | 29 min 57 s |
| 5    | Ilias Fifa        | Espagne | 30 min 2 s  |
| 6    | Florian Carvalho  | France  | 30 min 6 s  |
| 7    | Roberto Aláiz     | Espagne | 30 min 20 s |
| 8    | Yohan Durand      | France  | 30 min 20 s |
| 9    | Morhad Amdouni    | France  | 30 min 24 s |
| 10   | David Nilsson     | Suède   | 30 min 25 s |

| Rang | Pays        | Points |
| ---- | ----------- | ------ |
|      | Espagne     | 14     |
|      | France      | 35     |
|      | Royaume-Uni | 78     |
| 4    | Italie      | 99     |
| 5    | Pays-Bas    | 103    |

#### Femmes
| Rang | Athlète                   | Pays        | Temps       |
| ---- | ------------------------- | ----------- | ----------- |
|      | Sifan Hassan              | Pays-Bas    | 25 min 47 s |
|      | Kate Avery                | Royaume-Uni | 25 min 55 s |
|      | Karoline Bjerkeli Grøvdal | Norvège     | 25 min 57 s |
| 4    | Fionnuala McCormack       | Irlande     | 26 min 0 s  |
| 5    | Ancuța Bobocel            | Roumanie    | 26 min 7 s  |
| 6    | Stephanie Twell           | Royaume-Uni | 26 min 8 s  |
| 7    | Clémence Calvin           | France      | 26 min 17 s |
| 8    | Gemma Steel               | Royaume-Uni | 26 min 25 s |
| 9    | Maureen Koster            | Pays-Bas    | 26 min 28 s |
| 10   | Johanna Peiponen          | Finlande    | 26 min 34 s |

| Rang | Pays        | Points |
| ---- | ----------- | ------ |
|      | Royaume-Uni | 33     |
|      | France      | 78     |
|      | Irlande     | 83     |
| 4    | Espagne     | 95     |
| 5    | Italie      | 118    |

### Espoirs

#### Hommes
| Rang | Athlète         | Pays        | Temps       |
| ---- | --------------- | ----------- | ----------- |
|      | Jonathan Davies | Royaume-Uni | 23 min 32 s |
|      | Carlos Mayo     | Espagne     | 23 min 35 s |
|      | Amanal Petros   | Allemagne   | 23 min 39 s |

| Rang | Pays        | Points |
| ---- | ----------- | ------ |
|      | Espagne     | 39     |
|      | Royaume-Uni | 41     |
|      | France      | 59     |

#### Femmes
| Rang | Athlète        | Pays     | Temps       |
| ---- | -------------- | -------- | ----------- |
|      | Louise Carton  | Belgique | 19 min 46 s |
|      | Jip Vastenburg | Pays-Bas | 19 min 46 s |
|      | Amela Terzić   | Serbie   | 19 min 49 s |

| Rang | Pays        | Points |
| ---- | ----------- | ------ |
|      | Royaume-Uni | 41     |
|      | France      | 71     |
|      | Italie      | 82     |

### Juniors

#### Hommes
| Rang | Athlète             | Pays    | Temps       |
| ---- | ------------------- | ------- | ----------- |
|      | Yemaneberhan Crippa | Italie  | 17 min 39 s |
|      | Fabien Palcau       | France  | 17 min 45 s |
|      | El Madhi Lahoufi    | Espagne | 17 min 46 s |

| Rang | Pays        | Points |
| ---- | ----------- | ------ |
|      | France      | 27     |
|      | Italie      | 29     |
|      | Royaume-Uni | 67     |

#### Femmes
| Rang | Athlète                 | Pays        | Temps       |
| ---- | ----------------------- | ----------- | ----------- |
|      | Konstanze Klosterhalfen | Allemagne   | 13 min 12 s |
|      | Harriet Knowles-Jones   | Royaume-Uni | 13 min 16 s |
|      | Alina Reh               | Allemagne   | 13 min 20 s |

| Rang | Pays        | Points |
| ---- | ----------- | ------ |
|      | Allemagne   | 20     |
|      | Royaume-Uni | 40     |
|      | Danemark    | 62     |

## Tableau des médailles
| Rang  | Nation      | Or | Argent | Bronze | Total |
| ----- | ----------- | -- | ------ | ------ | ----- |
| 1     | Royaume-Uni | 3  | 4      | 2      | 9     |
| 2     | Espagne     | 2  | 2      | 2      | 6     |
| 3     | Allemagne   | 2  | 0      | 2      | 4     |
| 4     | France      | 1  | 4      | 1      | 6     |
| 5     | Italie      | 1  | 1      | 1      | 3     |
| 6     | Pays-Bas    | 1  | 1      | 0      | 2     |
| 7     | Belgique    | 1  | 0      | 0      | 1     |
| 7     | Turquie     | 1  | 0      | 0      | 1     |
| 9     | Danemark    | 0  | 0      | 1      | 1     |
| 9     | Irlande     | 0  | 0      | 1      | 1     |
| 9     | Norvège     | 0  | 0      | 1      | 1     |
| 9     | Serbie      | 0  | 0      | 1      | 1     |
| TOTAL | TOTAL       | 12 | 12     | 12     | 36    |